# Primera pandemia de cólera
La primera pandemia de cólera (1817-1824), también conocida como la primera pandemia asiática de cólera o cólera asiático, comenzó cerca de la ciudad de Calcuta, posesión de la Compañía Británica de las Indias Orientales y se extendió por todo el sur y sudeste asiático hasta Oriente Medio, África oriental y la costa mediterránea. Si bien el cólera se había propagado por la India muchas veces antes, este brote fue más allá; llegó hasta China y el mar Mediterráneo antes de disminuir. Cientos de miles de personas murieron como resultado de esta pandemia, incluidos muchos soldados británicos, que atrajo la atención europea. Esta fue la primera de varias pandemias de cólera que arrasó Asia y Europa durante los siglos XIX y XX. Esta primera pandemia se extendió por una gama sin precedentes de territorio, afectando a casi todos los países de Asia.

## Origen y propagación inicial
El nombre cólera se había utilizado en siglos anteriores para describir enfermedades relacionadas con náuseas y vómitos. Hoy en día, el cólera describe específicamente la enfermedad causada por la bacteria Vibrio cholerae. Hay numerosos ejemplos de epidemias anteriores a 1817 que se sospecha que son cólera. En el siglo VI a. C. los síntomas similares al cólera fueron descritos por un texto indio. De hecho, las descripciones de una enfermedad en la India desde hace 2.500 años describen una enfermedad que recuerda al cólera. El médico griego Hipócrates escribió sobre una enfermedad que se asemeja al cólera hace unos 2.400 años, al igual que el médico romano Galeno aproximadamente 500 años más tarde en el siglo II. En el siglo XVI, se informó que un brote de diarrea aguda había ocurrido en las Indias Orientales por los holandeses. En 1669 se registró un brote similar en China. Sin embargo, no hay evidencia de "verdadero cólera asiático" antes de 1817, en la que ocurrió la primera epidemia bien documentada.
Habiendo comenzado en el sur de la India, más tarde se extendería al este de la India y eventualmente a Sri Lanka. El cólera era endémico de la parte baja del río Ganges. En tiempos de festival, los peregrinos frecuentemente contraían la enfermedad allí y la llevaban de vuelta a otras partes de la India en sus regresos, donde se propagaba, y luego disminuían. La primera pandemia de cólera comenzó de manera similar, como un brote que se sospecha que comenzó en 1817 en la ciudad de Jessore (Jessore). Algunos epidemiólogos e historiadores médicos han sugerido que se extendió globalmente a través de una peregrinación hindú, el Kumbhamela, en el alto río Ganges. Brotes anteriores de cólera habían ocurrido cerca de Purnia en Bihar, pero los eruditos piensan que se trataba de eventos independientes.
En 1817, el cólera comenzó a propagarse fuera del delta del Ganges. En septiembre de 1817, la enfermedad había llegado a Calcuta, en el golfo de Bengala, y se había propagado rápidamente al resto del subcontinente. En 1818 la enfermedad estalló en Bombay, en la costa oeste.

## Propagación más allá de la India
Después de extenderse más allá de la India, la primera pandemia de cólera golpeó más duramente otras partes de Asia y la costa africana. No sería hasta epidemias posteriores de cólera que devastaría Europa y América. En marzo de 1820, la enfermedad fue identificada en Siam, en mayo de 1820 se había extendido hasta Bangkok y Manila, en la primavera de 1821 llegó a Java, Omán y Anhai  (Fujian) en China; en 1822 fue encontrado en Japón, en el Golfo Pérsico, en Bagdad, en Siria, y en el Transcaucasia; y en 1823 el cólera llegó a Astracán, Zanzíbar y Mauricio.
Cuando la epidemia llegó a Rusia, específicamente a Astracán, su respuesta fue formular un programa contra el cólera en 1823. Este programa fue dirigido por un médico alemán llamado Dr. Rehmann. El programa Anti-Cólera inspiró la creación de una junta de administración médica por parte del zar Alejandro I que inspiró una administración médica similar en toda Europa.
En 1824, la transmisión de la enfermedad terminó. Algunos investigadores creen que puede haber sido debido al frío invierno de 1823-1824, que habría matado a la bacteria en los suministros de agua.
La propagación de la primera pandemia de cólera estuvo estrechamente relacionada con la guerra y el comercio. Según el profesor de historia económica Donato Gómez-Díaz, "[los avances] en el intercambio comercial y la navegación contribuyeron a la dispersión del cólera". La Marina y los buques mercantes llevaron a las personas con la enfermedad a las costas del Océano Índico, desde África a Indonesia, y al norte a China y Japón. Durante la Guerra Otomana-Persa de 1821-1823, el cólera afectaría a ambos ejércitos en lo que es la Armenia moderna. Los peregrinos hindúes propagan el cólera dentro del subcontinente, como había sucedido muchas veces anteriormente, y las tropas británicas lo llevaron por tierra a Nepal y Afganistán. En 1821, las tropas británicas propagaron el cólera a Omán después de infectarse con él en la India.

## Total de muertes
Se desconocen las muertes totales por epidemia. Los estudiosos de áreas particulares han estimado el número de muertos. Por ejemplo, algunos estiman que Bangkok podría haber sufrido 30 000 muertes por la enfermedad. En Semarang, Java, 1225 personas murieron en once días en abril de 1821. En total, más de 100 000 personas murieron como resultado del cólera en Java durante la primera pandemia. También en 1821, Basora, Irak vio 18 000 muertes en menos de un mes. En el mismo año, se estima que hasta 100 000 muertes ocurrieron en Corea.

En cuanto a la India, se estimó que la tasa de mortalidad inicialmente notificada era de 1.25 millones por año, lo que situó la cifra de muertos en unos 8 750 000. Sin embargo, este informe fue ciertamente una sobreestimación como David Arnold escribe:
La cifra de muertos en 1817-1821 fue sin duda grande, pero no hay evidencia que sugiera que era tan uniformemente alto como Moreau de Jonnès presumió. [...] Las estadísticas recopiladas por James Jameson para la Junta Médica de Bengala mostraron una mortalidad superior a 10.000 en varios distritos. [...] Aunque los informes eran esbozados, para los distritos de Madras en su conjunto la mortalidad durante el apogeo de la epidemia parece haber sido de alrededor de 11 a 12 por cada 1.000. Si esta cifra se aplicara a toda la India, con una población de entre 120 y 150 millones de habitantes, el número total de muertes no habría sido superior a uno o dos millones.

## Racismo y xenofobia
Según el historiador Samuel Kohn, las epidemias en la antigüedad a menudo unieron a personas de una sociedad. Sin embargo, algunas enfermedades como el cólera produjeron más bien lo contrario, lo que desencadenó la culpa e incluso la violencia contra aquellos que se perciben como de regiones infectadas con la enfermedad. A menudo, el miedo a los brotes de cólera conduciría a un aumento de las tensiones raciales. El origen de la pandemia de cólera en la India condujo a un aumento del sentimiento antiasiático, especialmente hacia los indios y su cultura, en Occidente durante el brote inicial y después de más brotes décadas después. La enfermedad se asoció posteriormente con Asia y el sur de Asia, en particular, fue vista como de alguna manera culpable del cólera.
Se notificaron escarnio hacia las prácticas culturales indias, especialmente las peregrinaciones hindúes, y la higiene después del brote inicial. Hablando sobre el sentimiento antiasiático que surgió después del brote, el historiador británico David Arnold escribió que "los orígenes indios del cólera y su difusión casi global desde Bengala hicieron de la enfermedad un símbolo conveniente para mucho que Occidente temía o despreciaba sobre una sociedad tan diferente de la suya". Los profesionales médicos de la época también se destacaron por basarse en juicios morales y generalizaciones de los indios en peregrinaciones. El comisionado sanitario de Bengala, David Smith, escribió que "la mente humana apenas puede hundirse más bajo de lo que lo ha hecho en relación con la terrible degeneración de la adoración de ídolos en Pooree".
Durante el brote, las autoridades coloniales iniciaron investigaciones sobre las condiciones médicas de los pueblos del sur de Asia en peregrinaciones y finalmente clasificaron a los peregrinos como una "clase peligrosa" debido a su creencia de que muchos peregrinos estaban infectados con cólera, colocándolos bajo vigilancia. El historiador Christopher Hamlin señaló que los médicos europeos intentaron distinguir la "nueva" cepa del cólera asiático de la cepa "vieja", y que la evidencia de un origen bengalí de la pandemia a menudo se basaba en relatos del siglo XIX que estaban "impregnados de sesgos" contra la cultura hindú e india en general.

## Años posteriores
En los años posteriores a la pandemia en muchas zonas del mundo, todavía había pequeños brotes y seguían existiendo bolsas de cólera. En el período comprendido entre 1823 y 1829, el primer brote de cólera permaneció fuera de gran parte de Europa. Su propagación a Europa en los años posteriores al brote inicial comenzó con la propagación de la bacteria al imperio ruso una vez más. Los historiadores teorizan que la propagación de vuelta a Europa fue en gran parte debido a su movimiento en el sistema fluvial ruso. Este movimiento de la bacteria en los ríos de Rusia permitió que el cólera llegara a Inglaterra en 1832, y a Américas poco después. La bacteria también fue teorizada de haberse extendido a Inglaterra de soldados británicos que regresaban a casa después de giras de servicio en la India, muchos de ellos sirviendo en el Ejército de Bombay que estaba estacionado donde estalló la pandemia. Diputados especiales de Occidente viajaron a Rusia para observar la respuesta rusa y formular un plan para hacer frente a estos brotes. Los informes de este comité de científicos fueron sombríos, con un Dr. Rauch proclamando que "el cólera no será curado por los poderes de la naturaleza solo sin la ayuda del arte...". La conclusión del Dr. Rauch fue que ningún método estandarizado era la clave para controlar un brote. En 1835, estos bolsillos de la bacteria se cobraron cientos de miles de vidas. Esta cronología de 1826 a 1837 es ampliamente descrita como la segunda pandemia de cólera. Una de las siete principales pandemias de cólera de la historia, que se extiende hasta la actualidad.